# Limska liturgija
Limska liturgija naziv je za ekumensku euharistijsku službu koja izražava slaganje o euharistiji izrečeno u tekstu Limske deklaracije.
Naziv je dobila po tome jer je prvi put bila slavljena za vrijeme plenarnoga zasjedanja Povjerenstva „Vjera i ustrojstvo“ u Limi, u Peruu, 15. siječnja 1982. godine. Ova je liturgija kasnije više puta slavljena na ekumenskim skupovima.
Liturgija je sastavljena od tri velika dijela.
1. Liturgija ulaska kojom se okuplja narod te se pripravlja za slavlje (priznanje grijeha, odrješenje, litanije Gospodnje, Slava).
2. Liturgija Riječi koja se započinje zbornom molitvom, a zatom slijedi navještaj proroka (prvo čitanje), apostola (poslanica) i Krista (evanđelje); zatim slijedi homilija, šutnja i ispovijedanje vjere izgovaranjem Nicejsko-carigradskoga vjerovanja.
3. Euharistijska liturgija sadrži pripravu darova te veliku euharistijsku molitvu. Poslije euharistijske molitve izgovara se molitva Gospodnja, daje se znak mira i prima pričest.[2]

### Članci
- Vukšić, Tomo. 2010. Svjetsko vijeće crkava i pitanje Euharistije na temelju “Limskoga dokumenta”. Vrhbosnensia. Univerzitet u Sarajevu – Katolički bogoslovni fakultet. Sarajevo. 14 (2): 317–339